# Олімпія (футбольний клуб, Лієпая)
«Олімпія» (латис. Olimpija Liepāja) — колишній латвійський футбольний клуб з міста Лієпая, який існував у міжвоєнний період і був одним з найсильніших клубів країни.
Від 1925 до 1940 року «Олімпія» грала в чемпіонаті незалежної Латвії і сім разів ставала чемпіоном країни, шість разів — срібним призером і двічі посідала 4-е місце, здобувши у 164 іграх 110 перемог, 25 нічиїх, 29 поразок, різниця м'ячів 447—112. Найбільш переконливим був результат в 1936 році — в 14 зустрічах 12 перемог і 2 нічиї. Команда неодноразово володіла «Кубком Риги», який розігрували найсильніші команди Латвії.
Після приєднання Латвії до СРСР на основі «Олімпії» у 1945 році створили радянський клуб «Даугава» (Лієпая).

## Історія

### Ранні роки
Свою назву спортивне товариство дістало в 1913 році, коли в «Олімпію» перейменували в 2-е Лієпайське товариство велоспорту, засноване 20 березня 1909 року. У роки Латвійської Республіки «Олімпія» була провідним спортивним товариством Лієпаї, яке мало свій стадіон, велотрек, яхт-клуб, плавальний басейн, а також місця, де можна займатися велоспортом, боксом, легкою атлетикою, штангою, баскетболом, волейболом, хокеєм, настільним тенісом, вітрильним та іншими видами спорту.
Найпопулярнішим був футбол, який у товаристві став культивуватись на початку двадцятих років. Футбольну команду створили 1922 року.
23 вересня 1923 року пройшла перша офіційна гра в історії команди — в першості Курземе з лієпайським ЛНСМ 1:2. Перша зустріч з футболістами іншого міста — 9 липня з ризьким ЛСО 2:2.
1924 року команда здобула перший титул чемпіона Курземе. Чемпіонами стали Лерумс, Балодіс, Сердіеніс, Кронлакс, Піколс, Тілс, Блументалс, Берч, Дуданець, Куликовський та Блузманіс. Спроба піднятися вище не вдалася — у вирішальному поєдинку за звання чемпіона провінцій Латвії команда зазнала поразки з рахунком 0:1 від команди з Цесіса. Тоді ж провели й перші міжнародні ігри «Олімпії» — в Клайпеді з литовською командою СВ 2:4 і 1:6, в Лієпаї з клайпедцями 2:5.
А вже наступного 1925 року були завойовані чемпіонські звання і Курземе, і провінції Латвії. Фінали цих турнірів виграні з рахунком відповідно 12:0 і 7:0. Як найкращій провінційній команді «Олімпії» надали право грати з кращою командою з Риги за звання чемпіона Латвії, але в Ризі за присутності 4000 глядачів у додатковий час команда зазнала поразки з рахунком 3:4 від РФК. Того ж року всі 8 міжнародних зустрічей проведені в гостях — у Клайпеді, Каунасі та Східній Пруссії, і в них здобуті 4 перемоги.
1926 року чемпіон уперше визначався за коловою системою. 5 команд фінального етапу зустрічались між собою по разу і «Олімпія» посіла 2-е місце, відставши на два очки від РФК. З 8 міжнародних зустрічей, в яких здобуті перемоги, найзначнішими стали матчі з чемпіоном Естонії «Калевом» (у Таллінні) 1:7 і в Лієпаї 3:2, а також перемога з рахунком 9:2 в Лієпаї над чемпіоном Східної Пруссії тільзитською «Літуанією». З 28 забитих м'ячів у міжнародних зустрічах найбільше на рахунку Блузманіса — 7.

### У чемпіонатах Латвії

#### 1927
Починаючи з 1927 року, першість Латвії стала проводитись за коловою системою, до неї були включені команди з усіх регіонів і вона дістала назву Вища ліга. Там «Олімпія» посіла переконливе 1-е місце серед 4 команд — на 4 очки попереду РФК. З 12 м'ячами найкращим бомбардиром став Дуданець — 4. Єдиної поразки «Олімпія» записала на свій рахунок за неявку на останню гру в Ригу, яка вже не мала значення для визначення переможця. Перше для футболістів звання чемпіона Латвії під керівництвом тренера з Відня В. Малошека завоювали Мінстеряніс, Піколс, Фелсберг, Тілс, Іленс, Станкус, Кронлакс, Матушенок, Блументалс, Жінс, Дуданець, Куликовський, Дамбревіц, Бумейстрас, Лауманіс. Перший більш дальній гість Лієпаї — «Моравська Славія» з Брно, в якому господарі поступилися з рахунком 0:5. В інших 10 міжнародних зустрічах з командами Литви, Естонії та Східної Пруссії — 6 перемог. З 30 м'ячів 12 провів Жінс.

#### 1928
У наступному чемпіонаті Латвії 1928 року серед 5 команд «Олімпія» знову переконливо посіла 1-е місце — на 4 очки попереду РФК. Найбільше м'ячів забив Дамбревіц — 6 з 22. Тоді ж уперше завойований Кубок Риги, боротьбу за який вели найкращі команди республіки. Під керівництвом тренера з Відня Б. Зінгера успіху команда домоглася в такому складі: Мінстеряніс, Лаздіньш, Піколс, Тілс, Лауманіс, Іленс, Фелсберг, Кронлакс, Матушенок, Циммер, Скінч, Бумейстарс, Дамбревіц, Жінс, Дуданець, Блументалс, Станкус, Зейц. З 11 міжнародних ігор (в них здобули 3 перемоги) найбільш значними є перші зустрічі з командами Королівства Угорщини, Австрії та Англії. Результати були невисокі: з командою з Йоркшира — 2:5, з відомою в Європі віденською «Гертою» (з рядом гравців зі збірної Австрії) 0:5 і 1:3, а з будапештським «Немзеті» 0:9, хоча в матчі-реванші рахунок був 3:3. Дуданець провів 6 м'ячів з 13.

#### 1929
У чемпіонаті Латвії 1929 року в турнірі серед 5 команд третій сезон поспіль 1-е місце посідає «Олімпія», цього разу лише на 2 очки попереду РФК, який перемогли лієпайці з рахунком 6:2. З 27 м'ячів Дамбревіц забив 11. У фіналі Кубка Риги з «Любителем» рахунок був 9:0. Цей успіх під керівництвом Б. Зінгера забезпечили Лаздіньш, Піколс, Лауманіс, Тілс, Бендорфс, Кронлакс, Станкус, Бумейстарс, Жінс, Дамбревіц, Дуданець, Куликовський, Бісенієкс, Матушенок, Блументалс, Скінч, Зейц. У 12 міжнародних іграх з командами Литви, Естонії і трьома з Австрії, в тому числі з АСК Грацом з трьома гравцями Австрії з 35 м'ячів Дамбревіц провів 15.

#### 1930
У першості республіки 1930 року серед 7 команд «Олімпія» стала другою, лише на 2 очки позаду РФК, у яких лієпайці виграли, але фатальним виявилася поразка на своєму полі від аутсайдера ЛСБ. На рахунку Скінча виявилося 10 м'ячів з 29. Натомість третій рік поспіль був завойований Кубок Риги, в фіналі в драматичному поєдинку (на останніх хвилинах Лагздіньш відбив два 11-метрових штрафних удари) був переграний з рахунком 1:0 РФК. У 7 міжнародних зустрічах команда здобула лише одну перемогу, а також престижну нічию (1:) з уславленою віденською «Гертою». Невдачею завершилося знайомство з фінськими футболістами — у всіх трьох іграх були поразки, та ще й у Гельсінкі зі збірною міста розгром з рахунком 1:8. З 9 м'ячів міжнародних турнірів 3 провів Жінс.

#### 1931
У чемпіонаті Латвії 1931 року в турнірі з 8 команд здобули 2-е місце — тільки на одне очко позаду РФК. Скінч провів 15 м'ячів з 38. У 3 міжнародних зустрічах з командами Чехословаччини і Австрії зазнали поразок. Зате у лієпайців виникла можливість познайомитися з прославленою віденською командою Вінер АК (0:7) з 4 гравцями збірної Австрії, серед яких був легендарний воротар Рудольф Гіден.

#### 1932
У чемпіонаті Латвії 1932 року команда вперше опустилась нижче 2-го місця, посівши низьке для себе 4-е місце. Хоча й були переможені РФК, і новий чемпіон АСК, до 1-го місця не вистачило 3 очок. З 38 м'ячів 9 забив Кікутс. Міжнародних ігор зіграли всього 5 — з командами Литви та Естонії, в яких здобуті 2 перемоги. З 14 м'ячів Кікутс провів 3.

#### 1933
У першості Латвії 1933 року серед 8 команд «Олімпія» після трирічної перерви повернула собі чемпіонство, набравши на 2 очки більше за РФК. Перемогу вибороли Лаздіньш, Тілс, Кікутс, Скінч, Буджанс, Жінс, Воскобойников, Виноградов. З 37 м'ячів Скінч забив 11. Заключний етап турніру був дуже інтригуючим. «Олімпія» стала лідером лише за 3 тури до кінця, перемігши в Лієпаї в присутності 3500 глядачів РФК з рахунком 1:0. А звання чемпіона забезпечила в останній зустрічі в Ризі з «Уніоном» (Рига), коли була потрібна лише перемога, і переможний гол (3:2) провели тільки на останніх хвилинах. В обох цих іграх усі м'ячі забив Кікутс. У всіх 5 міжнародних зустрічах з командами Чехословаччини, Литви та Естонії перемогли, а Жінс провів 6 з 20 м'ячів.

#### 1934
У наступному 1934 році «Олімпія» вдруге і востаннє опинилась у першості Латвії поза першою двійкою, посівши 4-е місце серед 8 команд. Цього разу до першого місця було досить далеко — 8 очок, однак від 2-го місця їх віддалили лише 2 очки. З 32 м'ячів Воскобойников забив 12, причому в одній грі (з ХСМ) відразу 5. Цього ж року відбулася лише одна міжнародна гра — з відомою командою з Чехії «Жиденіце», в якій латвійці зазнали поразки з рахунком 1:2.

#### 1935
1935 року «Олімпія» посіла 2-е місце в чемпіонаті Латвії серед 8 команд — на 6 очок позаду РФК, який хоча і вдалося перемогти, але очки, роздаровані командам з середньої частини таблиці, не дозволили святкувати чемпіонство. 14 м'ячів з 29 провів Добеліс. У 7 міжнародних іграх з командами Литви та Угорщини здобуто 4 перемоги, в тому числі з рахунком 3:2 над «Бочкаї» з 7 гравцями збірної Угорщини в складі. Добеліс забив 7 м'ячів з 20.

#### 1936
1936 року «Олімпія» вчергове стала чемпіоном Латвії серед 8 команд — на 3 очка попереду АСК. Тоді ж «Олімпію» починає і продовжує 4 роки поспіль тренувати колишній форвард збірної Австрії Отто Фішер. Звання чемпіонів завоювали Лаздіньш, Речинський, Лайманіс, Тілс, Зіньгіс, Кронлакс, Дзервенс, Станкус, брати Кікути, Жінс, Воскобойников, Добеліс, Канепс, Дуданець, Юрченко. Канепс забив 13 м'ячів з 37, а в одній грі (з ХСМ) всі 5. Закінчення чемпіонату вийшло досить скандальним, АСК опротестував виграш у Лієпаї, через що призначили перегравання, і «Олімпія» в присутності 3500 уболівальників під час дощу і в бурю виграла з рахунком 3:1. Другий тайм цієї гри транслювало Латвійське радіо, репортаж якого прослухав президент і прем'єр-міністр республіки диктатор Карліс Улманіс, який і привітав лієпайців. У 9 міжнародних зустрічах з командами Литви, Угорщини, Румунії та Болгарії здобуто 3 перемоги, в тому числі з рахунком 4:3 над чемпіоном Болгарії софійським «Левскі», в складі якого виступали 8 гравців національної збірної. З 21 командного голи 6 провів Воскобойников.

#### 1937/38
1937 рік став роком змін у латвійському футболі й в «Олімпії». Першість вперше пройшла у форматі осінь — весна, тобто перше коло восени, а друге — навесні, тому в цьому році звання чемпіона не розігрувалось. «Олімпію» покинули 7 провідних гравців, і все ж лієпайці в оновленому складі восени в 6 іграх здобули 5 перемог. У розіграші кубка Латвії відбулась найбільша сенсація сезону — «Олімпія» програла команді «Цесіс». Також сезон став дуже багатий на міжнародні зустрічі. У 12 іграх (4 перемоги) лієпайці зустрілися з 8 командами з 5 країн, у тому числі з чемпіоном Палестини тель-авівським «Хапоелем» (3:2), чемпіоном Південної Франції «Бордо» (2:2 і 2:2), відомими угорськими командами «Будафок» (4:2 і 2:1), «Кішпешт» (0:5) і «Сегед» (0:7 і 1:1), провели турне по Польщі (у Катовицях 0:5 і Хожуві 1:6). Хейбліх провів 6 з 22 командних м'ячів.
За підсумками сезону 1937/38 «Олімпія» стала чемпіоном Латвії в конкуренції 8 команд — на 3 очка попереду РФК. Звання чемпіонів завоювали Лаздіньш, Речинський, Лауманіс, Тілс, В. Зіньгіс, Егерс, Круміньш, Медніс, Хейбліх, Юрченко, Крішянов, Е. Зіньгіс, Зейц. 11 з 14 м'ячів забив Крішянов. Також цей рік виявився найпліднішим на міжнародні зустрічі сезон — 14 поєдинків з клубами Литви, Естонії, Польщі, Угорщини, Чехословаччини і Франції. Серед 6 перемог і 9:3 над студентською збірною Чехословаччини, 3:2 над командою з Пльзеня з декількома гравцями національної збірної в складі. Успіхом є також мінімальна поразка (0:1) команді німецького міста Страсбурга, в складі якої грали колишні збірники Німеччини і Австрії, і нічийний результат турне по Польщі. Крішянов провів 16 з 39 м'ячів. В останні дні 1938 року «Олімпія» вирушила до Голландії, однак зіграти не вдалося — несподівано вдарив сильний мороз і випав глибокий сніг.
У першості Латвії 1938/39 «Олімпія» захистила титул чемпіона серед 8 учасників, опинившись на 2 очки попереду АСК. На рахунку лієпайців 6 виграшів з різницею в 4 і більше м'ячів, в тому числі 7:0 і 9:0. У двох іграх за 25 хвилин забили 6 м'ячів. Востаннє звання чемпіона Латвії «Олімпія» завоювала в такому складі: Лаздіньш, Лауманіс, Тілс, Гаушіс, В. Зіньгіс, Егерс, Дзервіс, Лакуціс, Лазденберг, Апсенс, Е. Зіньгіс, Крішянов, Фрейманіс, Юрченко, Хейбліх, Берзіньш, Мієзітіс, Левенштейн. По 13 з 51 м'ячів провели Крішянов і Фрейманіс. У фіналі розіграшу кубка Латвії «Олімпія» зазнала нищівної поразки від РФК — 1:5. Оскільки вже влітку в Європі стає неспокійно, то проведені тільки 3 міжнародних зустрічі з клубами двох країн, в яких здобуті 2 перемоги — над угорським «Кішпештом» і празькою «Вікторєю Жижков». З 9 м'ячів Крішянов і Е. Зіньгіс забили по 3.

#### 1939/40
У останньому повністю дограному до війни чемпіонаті сезону 1939/40 «Олімпія» посіла 2-е місце з 8 команд — на 2 очка відставши від РФК. «Олімпію» підвів попередній осінній етап, коли довелося грати без 6 дискваліфікованих футболістів основного складу, і в 7 іграх 1-го кола набрали всього 8 очок. З 42 командних м'ячів 12 на рахунку Берзіньша. Червневі події, в результаті якої до країни увійшли радянські війська, ускладнили футбольне життя Латвії. Остання вирішальна зустріч змогла відбутися лише через місяць після наміченого терміну — 4 серпня. Ажіотаж перед грою був дуже великим, оскільки в разі перемоги лієпайці наздоганяли РФК. До Лієпаї прибув поїзд з любителями футболу з Риги. Однак напружена боротьба, за якою спостерігали 5000 глядачів, завершилася внічию — 0:0. Також через світову війну відбулася лише одна міжнародна гра — з чемпіоном Литви, в якій здобуто перемогу.

### Період радянської та німецької окупації
У чемпіонаті Латвії 1940/41 встигли пройти тільки 6 турів, після чого країна була приєднана до СРСР. «Олімпія» скромно розпочала турнір — 1 перемога, 4 нічиї, 1 поразка і місце в середині таблиці. Після цього команда була перейменована в «Динамо» і включена до чемпіонату Латвійської РСР 1941 року, але і цей турнір незабаром був перерваний через початок радянсько-німецької війни.
З початком німецької окупації у Латвії відновили всі клуби (окрім єврейських), серед них і «Олімпію», а також чемпіонат Латвії. У першості Латвії 1942 року взяли участь 6 команд, які зіграли між собою в одне коло. «Олімпія» посіла 2-е місце — на 3 очки менше, ніж у СКА. З 12 командних м'ячів 5 провів Хейбліх. «Олімпія» представляла збірну Лієпаї в 7 зустрічах зі збірними інших міст і перемогла Таллінн з рахунком 4:0 і Кенігсберг 3:1 (на цю гру прийшли 6 000 глядачів), а у зустрічах з Ригою 1 перемога і по 2 нічиїх і поразки. 5 м'ячів з 14 забив Хейбліх.
У першості Латвії 1943 року серед 7 команд «Олімпія» знову посіла 2-е місце — тільки 1 очко відділило їх від АСК, що ставі чемпіоном. З 20 командних м'ячів 5 провів Апсенс. Завойовані 3 кубки, боротьбу за які вели найкращі команди Латвії, засновані ризькими командами «Даугавієші» і ЛЖО, а також приз зимового турніру. Лієпайці були дуже близькі і до завоювання 4 трофею — кубка Латвії. У першій фінальній грі вони виграли у АСК з рахунком 2:0, але в другій у Ризі поступилися — 2:4. Загальний рахунок виявився нічийним, призначили додатковий час, в ході якого «Олімпія» пропустила ще 3 м'ячі.
Чемпіонат Латвії 1944 за участю 7 команд залишався недограним через відступ німецьких військ. «Олімпія» не провела лише одну, але вирішальну гру, проти АСК. Перемога над лідером підняла б лієпайців з 3-го місця на 1-е місце, однак Латвію розрізала лінія фронту і чемпіон так і не був визначений.
У жовтні 1944 року, після повторного приходу радянської армії, клуб був ліквідований вдруге і востаннє. Щонайменше 9 колишніх гравців «Олімпії» разом з тренером Карлісом Тілсом пізніше перейшли до новоствореного радянського клубу «Даугава» (Лієпая), який був заснований у 1945 році і став фактичним наступником «Олімпії». Згодом у період з 1990 по 1993 рік цей клуб носив ім'я «Олімпія» на честь історичної команди.

## Досягнення
- Чемпіон Латвії (7): 1927, 1928, 1929, 1933, 1936, 1937/38, 1938/39
- Срібний призер чемпіонату Латвії (8): 1925, 1926, 1930, 1931, 1935, 1939/40, 1942, 1943
- Фіналіст Кубка Латвії: 1939, 1943